# Regierung Spaak III
Die Regierung Spaak III amtierte in Belgien vom 20. März 1947 bis zum 19. November 1948. Der Vorgängerregierung von Premierminister Camille Huysmans zerbrach an einem Konflikt über die Kohlepreise und die Haltung der Regierung zu den Bergbauunternehmen, der zum Rücktritt der kommunistischen Minister führte. Der Sozialist Paul-Henri Spaak bildete eine neue Regierung aus Sozialisten (PSB/BSP) und Christdemokraten (PSC/CVP). Im November 1948 trat Justizminister Struye zurück, dem zu große Milde bei der Bestrafung von Kollaborateuren vorgeworfen wurde. Aus Solidarität erklärte die gesamte Regierung ihren Rücktritt. Die Nachfolgeregierung war erneut eine Koalition von Sozialisten und Christdemokraten unter Premierminister Spaak.

## Kabinett
| Amt                                                                      | Amtsinhaber                             | Partei    | Beginn der Amtszeit | Ende der Amtszeit |
| ------------------------------------------------------------------------ | --------------------------------------- | --------- | ------------------- | ----------------- |
| Premierminister Außenminister                                            | Paul-Henri Spaak                        | PSB/BSP   | 20. März 1947       | 19. November 1948 |
| Bildungsminister                                                         | Camille Huysmans                        | PSB/BSP   | 20. März 1947       | 19. November 1948 |
| Minister für Arbeit und Soziales                                         | Léon-Eli Troclet                        | PSB/BSP   | 20. März 1947       | 19. November 1948 |
| Verteidigungsminister                                                    | Raoul de Fraiteur                       | parteilos | 20. März 1947       | 19. November 1948 |
| Haushaltsminister                                                        | Jules Merlot                            | PSB/BSP   | 20. März 1947       | 19. November 1948 |
| Minister für die Koordination der Wirtschaft und nationale Neuausrüstung | Paul De Groote                          | PSB/BSP   | 20. März 1947       | 19. November 1948 |
| Justizminister                                                           | Paul Struye                             | PSC/CVP   | 20. März 1947       | 19. November 1948 |
| Innenminister                                                            | Pierre Vermeylen                        | PSB/BSP   | 20. März 1947       | 19. November 1948 |
| Minister für Gesundheit und Familie                                      | Alphonsus Verbist                       | PSC/CVP   | 20. März 1947       | 19. November 1948 |
| Finanzminister                                                           | Gaston Eyskens                          | PSC/CVP   | 20. März 1947       | 19. November 1948 |
| Landwirtschaftsminister                                                  | Maurice Orban                           | PSC/CVP   | 20. März 1947       | 19. November 1948 |
| Minister für öffentliche Arbeiten                                        | Oscar Behogne                           | PSC/CVP   | 20. März 1947       | 19. November 1948 |
| Minister für Kommunikation                                               | Achille Van Acker                       | PSB/BSP   | 20. März 1947       | 19. November 1948 |
| Kolonialminister                                                         | Pierre Wigny                            | PSC/CVP   | 20. März 1947       | 19. November 1948 |
| Minister für Wirtschaft und Mittelstand                                  | Jean Duvieusart                         | PSC/CVP   | 20. März 1947       | 19. November 1948 |
| Minister für Versorgung und Importe                                      | Georges Moens de Fernig                 | parteilos | 20. März 1947       | 19. November 1948 |
| Minister für Wiederaufbau                                                | Robert De Man                           | PSC/CVP   | 20. März 1947       | 19. November 1948 |
| Minister für Brennstoffe und Energie                                     | Achille Delattre                        | PSB/BSP   | 20. März 1947       | 19. November 1948 |
| Handelsminister                                                          | François-Xavier van der Straten Waillet | PSC/CVP   | 20. März 1947       | 19. November 1948 |